# Arroux
Arroux – rzeka we Francji, przepływająca przez tereny departamentów Côte-d’Or oraz Saona i Loara, o długości 132,4 km. Stanowi prawy dopływ rzeki Loary. 
Główne miasta nad Arroux to Autun, Gueugnon i Digoin.